# جان بيار شنايدر
جان بيار شنايدر (بالفرنسية: Jean-Pierre Schneider)‏ هو مصمم إنتاجي ورسام فرنسي، ولد في 24 يوليو 1946 في باريس في فرنسا.